# S. J. Green
(en) Statistiques sur statscrew
Solomon Green Jr., né le 20 juin 1985 à Fort Worth au Texas,, est un joueur américain de football canadien qui a évolué pendant 13 saisons au poste de receveur éloigné (wide receiver en Europe) dans la Ligue canadienne de football. Il est membre des Alouettes de Montréal de 2007 à 2016, et des Argonauts de Toronto de 2017 à 2019. 
S. J. Green a joué au football collégial chez les Bulls de South Florida. 
Au printemps 2010, il obtient un essai avec les Jets de New York mais est libéré après quelques jours. Il revient alors chez les Alouettes.
Il devient un joueur important avec les Alouettes de Montréal lors de la saison 2010, un an après avoir gagné la coupe Grey. Il connait sa meilleure saison à Montréal en 2013 alors qu'il gagne 1 197 verges (yards en Europe) par la passe et marque 13 touchés (touchdowns en Europe). Il est le meilleur receveur des Alouettes en 2012, 2013 et 2015, en ce qui concerne les verges gagnées.
Green subit une blessure sérieuse au genou lors du deuxième match de la saison 2016, ce qui le tient à l'écart pour le reste de l'année. En avril 2017, il est échangé aux Argonauts de Toronto contre des choix de repêchage (draft en Europe) et y joue trois saisons.
Il prend sa retraite du football professionnel en 2022 en tant que membre des Alouettes, avec un contrat d'un jour. Il est honoré par l'équipe au stade Percival-Molson lors d'un match contre les Argonauts le 22 octobre.
En 2023 il est intronisé au Temple de la renommée du football canadien.

## Trophées et honneurs
- Équipe d'étoiles de la division Est : 2011 à 2014, 2017 à 2019
- Équipe d'étoiles de la Ligue canadienne de football : 2013, 2017